# Анати
Анати (лат. annata) су таксе које су се плаћале папи од упражњавања црквених бенефицијума у висини њиховог једногодишњег прихода. Плаћали су га сви бенефицијуми чији је приход био већи од 24 златника. Појавили су се први пут 1306. године када је Климент V затражио анате од бенефицијума у Енглеској, Шкотској и Ирској. Од 1326. године анате плаћају сви бенефицијуми. Уз опроштајнице, питања сервиција и аната спадала су међу најтеже оптужбе реформиста у 16. веку против Римокатоличке цркве.